# أحمد الطيبي
أحمد كامل أحمد الطيبي  (بالعبرية: אחמד טיבי‏) (ولد في 19 ديسمبر عام 1958 في الطيبة)، طبيب وسياسي فلسطيني زعيم الحركة العربية للتغيير، وعضو البرلمان الإسرائيلي «الكنيست» منذ سنة 1999. شغل من عام 1993-1999 منصب مستشار الرئيس الفلسطيني الراحل ياسر عرفات «لشؤون الأقلية العربية في إسرائيل».

## النشأة والتعليم والحياة الأسرية
ولد الطيبي لأب من يافا وأم من الرملة، وقد لجأت عائلته في حرب 1948 إلى الطيبة، وهو الثاني بين أخوته الستة أكبر الأبناء الثلاثة الذكور. تلقى تعليمه الثانوي في مدينة الطيبة، ثم درس كلية الطب في الجامعة العبرية في القدس. متزوج لـ د.مي الطيبي من مواليد طولكرم ولديه منها ابنتان.

## النشاط السياسي
يَعرف الطيبي نفسه بصفة فلسطيني- عربي، ويطالب بتغيير طبيعة دولة إسرائيل من دولة يهودية إلى «دولة كل قومياتها» والديمقراطية الإثنية المتبعة إلى ديمقراطية متعددة الثقافات. وقد قال في أكثر من مناسبة بأن إسرائيل لا يمكن أن تعرف نفسها كدولة «يهودية وديمقراطية» حيث أن هنالك تناقض بين هاتين القيمتين، «فلا يمكن أن تكون ديمقراطياً وتفضل مجموعة من المواطنين على أخرى على أساس عرقي»، والتفسير الوحيد، وفق أقواله، لهذا التناقض هو أن إسرائيل هي «دولة ديمقراطية تجاه اليهود ويهودية تجاه العرب».

### الحركة العربية للتغيير
تأسس الحزب عام 1996 على يد د.أحمد الطيبي وعدد من المثقفين والناشطين الفلسطينيين من عرب الداخل. بعد طلب الاستقالة من الرئيس ياسر عرفات رغم تحفظه على الطلب في حينه وقد شكك اليمين الإسرائيلي حينها في إخلاص الدكتور الطيبي لدولة إسرائيل كونه تبؤ منصب المستشار لرئيس السلطة الفلسطينية.. وخاضت الحركة العربية للتغيير لتجربة الانتخابات الأولى للكنيست في دورتها الرابعة عشرة عام 1996 ثم جاء القرار بانسحابها قبيل الانتخابات وذلك لشكوك قيادة الحركة عدم تجاوز نسبة الحسم وضياع الصوت العربي هباءً فآثرت القيادة على اتخاذ قرار الانسحاب التزاماً بمصلحة الجماهير العربية في إسرائيل.
وفي انتخابات الكنيست الدورة الخامسة عشرة عام 1999 خاضت الحركة العربية للتغيير الانتخابات ضمن قائمة ائتلافية مع حزب التجمع الوطني الديمقراطي وقد حصدت القائمة آنذاك على مقعدين وقد مثلت الحركة العربية للتغيير مقعداً عبر رئيسها د.أحمد الطيبي. نتيجة الخلافات مع قيادة حزب التجمع انشقت الحركة العربية للتغيير عن الكتلة الائتلافية في الكنيست.
شطبت لجنة الانتخابات المركزية الإسرائيلية د.أحمد الطيبي من خوض الانتخابات الدورة السادسة عشرة عام 2003 بتهمة تأييد الإرهاب ودعم الإنتفاضة والمساس بسمعة إسرائيل في العالم إعلامياً إلا أنه توجه للمحكمة العليا ونجح في إلغاء القرار. وبهذا خاضت الحركة العربية للتغيير الانتخابات ضمن قائمة تحالفية مع حزب الجبهة الديمقراطية للسلام والمساواة وحصدت آنذاك 3 مقاعد بضمنها مقعد للحركة العربية للتغيير.
في انتخابات الدورة السابعة عشرة عام 2006 تم التحالف بين الحركة العربية للتغيير والقائمة الموحدة والتي تشمل الحركة الإسلامية والحزب الديمقراطي العربي والحزب القومي العربي وقد حصدت 4 مقاعد للحركة مقعد، بعدما انتكست القائمة سابقاً في انتخابات عام 2003 لتضاعف وتعزز قوتها مع تحالفها في عام 2006 مع الحركة العربية للتغيير. وخاضت أيضاً ضمن هذه القائمة التحالفية انتخابات الدورة الثامنة عشرة 2009 وانتخابات الدورة التاسعة عشرة 2013 وحتى الآن لازالت الحركة العربية للتغيير ضمن هذه القائمة الائتلافية والتي تسعى دوماً وقيادتها على توسيع ائتلافها لتشمل جميع المركبات السياسية للجماهير العربية في إسرائيل.

### الإنجاز السياسي والميداني
رغم بقاء أعضاء الكنيست العرب في صفوف المعارضة إلا أن ذلك لم يمنع د.أحمد الطيبي من التشريع والإنجاز لصالح الأقلية العربية في إسرائيل واستغلال مكانته وتجنيدها لخدمة أبناء الأقلية العربية داخلاً، فأختير عدة مرات كأفضل عضو كنيست نشاطاً وكشخصية السياسية الأولى على مدار سنوات عدة وذلك لنشاطه وعمله الدؤوب لمصلحة الجماهير العربية بالداخل واستطاع الطيبي تشريع قوانين عدة وأهمها:
- قانون المهن الطبية المساندة.
- قانون تعويض المسافر.
- قوانين لفك دمج قرى عادت على مواطنيها بالضرر.
- قانون الحراسة الشخصية.
- قانون إلغاء ابتياع أوراق اليانصيب للقاصرين.
- قانون التحذير على المنتجات الغذائية.
- اللجنة البرلمانية لاستيعاب العرب بالقطاع العام - برئاسة الطيبي.

انتخب في العديد من استطلاعات الرأي كأبرز وأفضل عضو كنيست عربي والأكثر نشاطاً بين أعضاء الكنيست عامةً. ويعتبر في الكنيست برلمانياً لامعاً وكان أول عضو كنيست عربي ينجح في سن أربعة قوانين خلال الدورة السادسة عشرة والسابعة عشرة أيضا. من أبرز المختصين في العالم العربي بالشأن والسياسة الإسرائيلية ويعتبر مرجعاً مرموقاً في المجال. اختاره الصحفيون البرلمانيون كأفضل خطيب في البرلمان ما بين اليهود والعرب على حد سواء.
شغل في قمة «واي ريفر» منصب المتحدث الرسمي باسم الوفد الفلسطيني، واعترف الجميع بأدائه المميز آنذاك.

### مكافحة العنصرية
يجتهد د.أحمد الطيبي في فضح العنصرية والتمييز ضد أبناء أقليته ومحاربته وفي كشف جرائم قوات الاحتلال الإسرائيلية في الضفة والقطاع، ويعترف الكثيرون بنجاحه في هذا السياق لقدرته على التعامل مع وسائل الإعلام، وإدراكه لأهميتها كوسيلة الاتصال الأكثر نجاعة في مخاطبة الرأي العام ومخاطبة الآخر.
وقد وصف «كفلسطيني شامخ لا يطأطئ رأسه إنما يخاطب الأغلبية بمستوى العينيين». ويفتخر بكونه فلسطينياً قائلاً «لا ادعي اننا أفضل شعب في العالم ولكن من ناحيتي لا يوجد شعب أفضل من الشعب الفلسطيني، ولو قدر لي الاختيار ثانيةً لأخترت أبداً أن أكون فلسطينياً».

### مستشارا لياسر عرفات
شغل د.أحمد الطيبي منصب المستشار السياسي للرئيس ياسر عرفات مما أثار ضغينة الكثيرين من الإسرائيليين ضده والذين حاولوا سن قانون، دعي فيما بعد بـ«قانون الطيبي», حيث يُمنع أي مواطن عربي من العمل مع السلطة الفلسطينية وهيئاتها المختلفة.
حاول اليمين مرة أخرى شطب قائمته ومنعه من المشاركة بالانتخابات الإسرائيلية بسبب دعمه للمقاومة (أو «الإرهاب» بالمفهوم الإسرائيلي). وقد كان أول من دخل إلى مخيم جنين عام 2002 بعد المذبحة التي اقترفتها قوات الاحتلال الإسرائيلية، وقد أصيب في بداية الانتفاضة الثانية خلال تواجده في باحة المسجد الأقصى (القدس) عام 2000 عندما اقتحم أرئيل شارون المسجد الأفصى، حيث وصفه الراحل ياسر عرفات آنذاك بأنه «أول جرحى الانتفاضة».
ولازال د.أحمد الطيبي متابع للسلطة الفلسطينية وشؤونها وقد شارك الرئيس محمود عباس ضمن الوفد الفلسطيني لتقديم طلب عضوية فلسطين في الأمم المتحدة في أيلول 2011 وبعدها تعرض لهجمة يمينية شرسة اثر مرافقته للرئيس عباس حيث طالبت كل أحزاب اليمين بإبعاده من البلاد وطرده من الكنيست واعتقاله وطرحت عدة قوانين خاصة أسميت «قوانين الطيبي» تهدف إلى تقييد حركته وحرية عمله السياسي كما طالب الليكود بسحب جواز سفره الدبلوماسي وإلغاء حقوقه البرلمانية.
الطيبي رد على الحملة بالقول:«أنا فلسطيني ولن تثنيني هذه الحملات عن نضالاتي ومواقفي ومواطنتي لا يمكن أن تكون مشروطة بموقف سياسي مهادن للاحتلال فنحن في مقدمة المناهضين والمناضلين ضد الاحتلال والعنصرية الإسرائيلية»..